# Linha 13 do Trem Metropolitano de São Paulo
A Linha 13–Jade da CPTM, antigamente chamada de Linha 13-Ônix, compreende o trecho  entre a Estação Engenheiro Goulart e a Estação Aeroporto–Guarulhos. Esta foi a primeira linha totalmente construída e operada pela CPTM, começando a operar em de 31 de março de 2018, inicialmente em fase de testes. É a linha mais curta do sistema ferroviário de São Paulo.
Com a inauguração da Linha 13-Jade, o Aeroporto Internacional de São Paulo-Guarulhos se tornou o primeiro entre os grandes centros aeroportuários da América do Sul (como o Aeroporto de Buenos Aires-Ezeiza, o Aeroporto de Santiago do Chile, o Aeroporto de Lima, o Aeroporto de Bogotá e o Aeroporto do Rio de Janeiro-Galeão) a ter uma conexão direta por rede ferroviária. Isso contrasta com outros grandes aeroportos da região que, até a data, ainda dependem majoritariamente de ônibus ou táxis para acessar o transporte ferroviário/metroviário, ou têm projetos de conexão por vias férreas ainda em fase de planejamento ou construção.

## Histórico

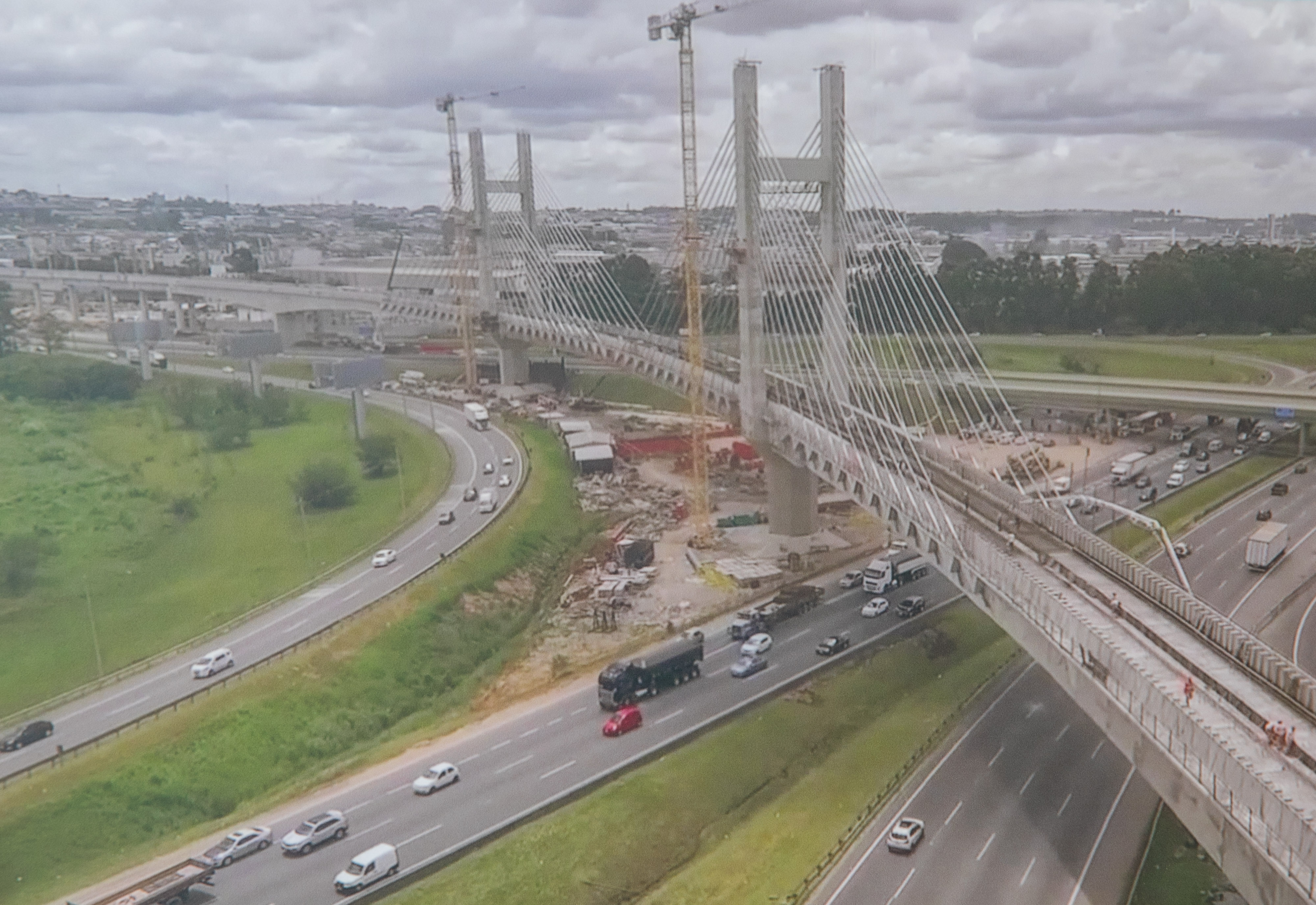
Obras do viaduto estaiado da Linha 13, sobre as Rodovias Ayrton Senna (SP-070) e Hélio Smidt (SP-019)

Desde o início da década de 2000 o governo paulista planejava a construção de uma linha de trens ligando Guarulhos ao restante da malha metropolitana. Inicialmente, previam-se dois serviços de passageiros que não avançaram:
- Trem de Guarulhos: atual Linha 13–Jade, uma linha de trem metropolitano operada pela CPTM e composta por três estações (Brás, Engenheiro Goulart e Zezinho Magalhães-CECAP);
- Expresso Aeroporto: antigo projeto da Linha 14-Ônix, que contemplava a atual extensão e traçado planejado do serviço expresso da Linha 13-Jade, ligando o Aeroporto Internacional de Guarulhos à estação da Luz.

Em 2012, o projeto do Trem de Guarulhos foi retomado e renomeado para Linha 13–Jade. A fase I foi definida com 12,2 quilômetros de extensão e três estações (Engenheiro Goulart, Guarulhos–Cecap e Aeroporto–Guarulhos), sendo parte do trajeto feita em superfície (4,3 km) e outra em elevado (7,9 km).

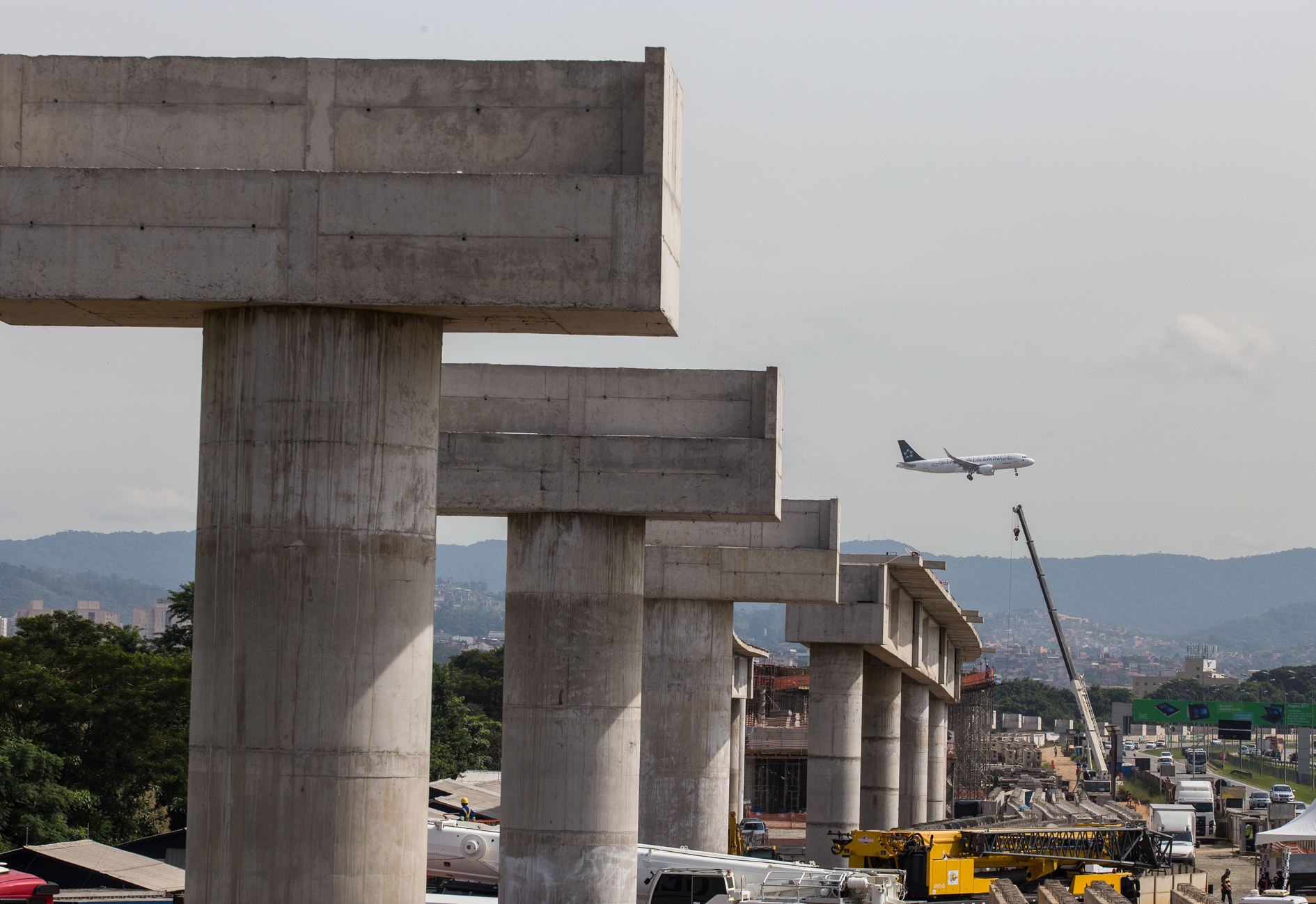
Obras do trecho elevado da Linha 13 em Guarulhos

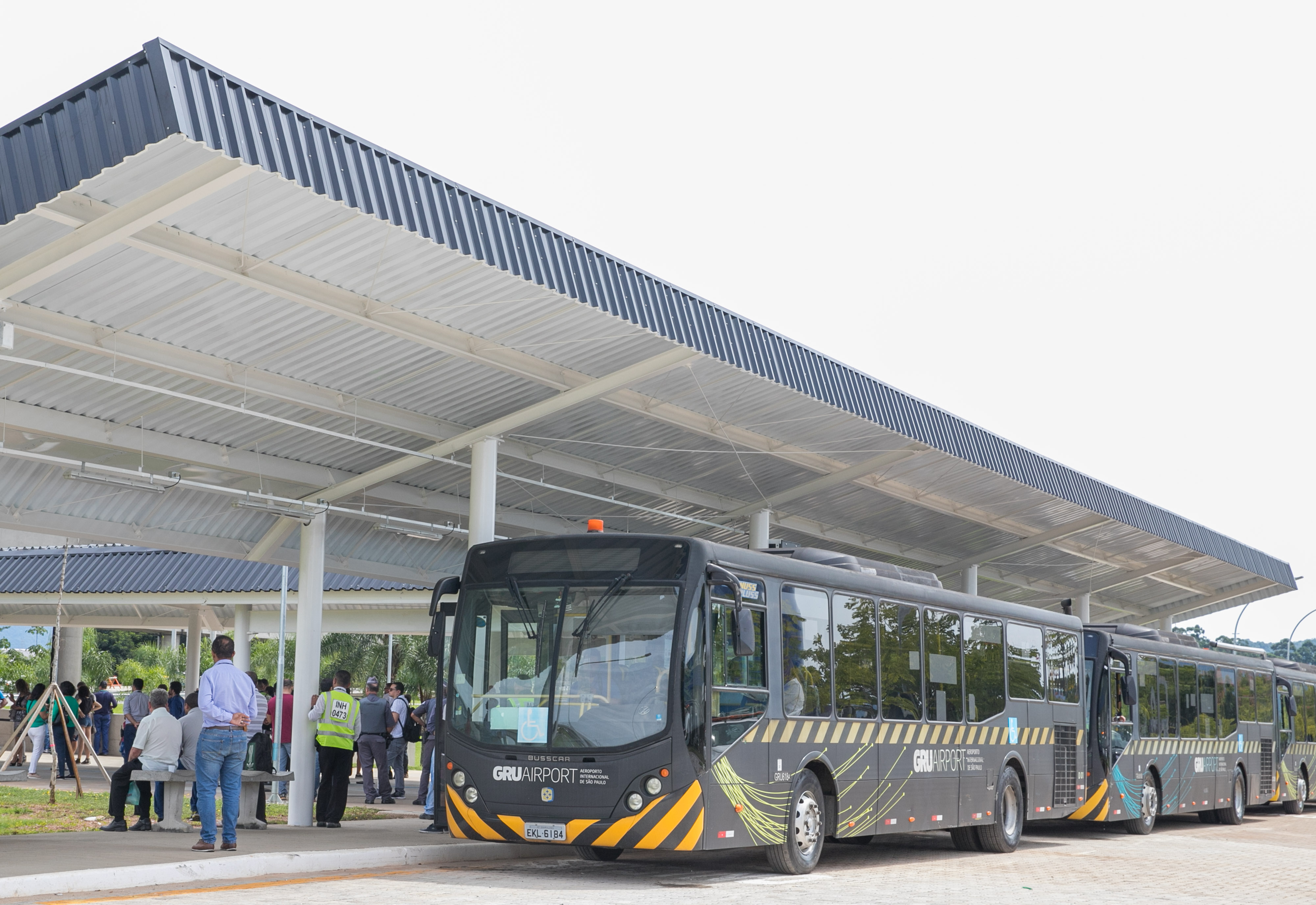
Ônibus do GRU Airport para o traslado gratuito entre a Estação Aeroporto e os terminais

O projeto original previa a construção da Estação Aeroporto–Guarulhos bem próxima ao Terminal 2, o mais movimentado do aeroporto, porém a concessionária do aeroporto alegou a utilização da área para a construção futura de um centro comercial. Assim, a estação foi remanejada para próximo ao Terminal 1, de baixo movimento e a cerca de dois quilômetros distante do Terminal 2. A concessionária se comprometeu com a disponibilização de transporte gratuito aos outros terminais mais movimentados.
No final de 2012, foi lançado o edital de licitação das obras e após vários meses de contestações judiciais por parte das empresas interessadas nas obras, a licitação de R$ 1,1 bilhão foi dividida em quatro lotes, sendo vencidos por dois consórcios:
- Consórcio HFTS Jade (Helleno e Fonseca-Trail-Spavias), lotes 1 e 3;
- Consórcio CST Linha 13–Jade (Consbem-Serveng-TIISA), lotes 2 e 4;

Em dezembro de 2013, o governo paulista iniciou as obras, logo após a liberação de verbas do PAC pelo governo federal.
Em maio de 2016, o consórcio formado pelas empresas chinesa CRRC Qingdao Sifang e a brasileira Temoinsa, venceu a licitação internacional para a produção de oito novos trens para a atender a Linha 13–Jade. As composições chamadas de TUE Série 2500, formarão a primeira série de origem chinesa da companhia e começaram a ser entregues em 2019.
Em 31 de março de 2018, após pouco mais de quatro anos de construção, a primeira fase da linha foi inaugurada pelo então governador Geraldo Alckmin, inicialmente funcionando nos fins de semana das 10 às 15 horas. Entre 30 de abril e 3 de junho de 2018, o atendimento foi ampliado para os dias da semana, também das 10 às 15 horas. Depois desse período, passou a operar no mesmo horário que as demais linhas da CPTM, com cobrança normal da tarifa.
Na Estação Aeroporto–Guarulhos foi construída uma passarela que a liga ao Terminal 1 do Aeroporto de Guarulhos, de onde parte um ônibus sob responsabilidade da concessionária que administra o aeroporto, que percorre todos os outros terminais, transportando os usuários gratuitamente.
Em paralelo às obras da fase I, a CPTM abriu licitação para desenvolvimento do projeto funcional para a extensão da linha em Guarulhos (fase II).
De 3 de outubro de 2018 a março de 2020, os usuários contavam com o serviço Connect, com trens partindo da Estação Brás até a Estação Aeroporto–Guarulhos em horários pré-determinados, sem necessidade de baldeação na Estação Engenheiro Goulart. As composições trafegavam pelas vias das linhas 13 e 12, num percurso de aproximadamente 35 minutos, com paradas nas estações Tatuapé, Engenheiro Goulart e Guarulhos–Cecap.
Em 16 de outubro de 2018, entrou em operação o serviço Airport Express (ou Expresso Aeroporto), que transportava os usuários diretamente entre a Estação da Luz e a Estação Aeroporto–Guarulhos em cinco horários pré-determinados em cada sentido, sem paradas intermediárias, porém com cobrança à parte do restante do sistema metroferroviário, equivalente ao preço de duas tarifas. Este serviço permitia aos usuários do aeroporto acessar as linhas 7–Rubi, 11–Coral, 1–Azul e 4–Amarela a partir da Estação da Luz, mediante cobrança de nova tarifa. Em março de 2020, os serviços Connect e Airport Express foram suprimidos, devido à queda na demanda causada pela pandemia de COVID-19 e que foram substituídos pelo novo serviço expresso denominado de Expresso Aeroporto.

## Material rodante

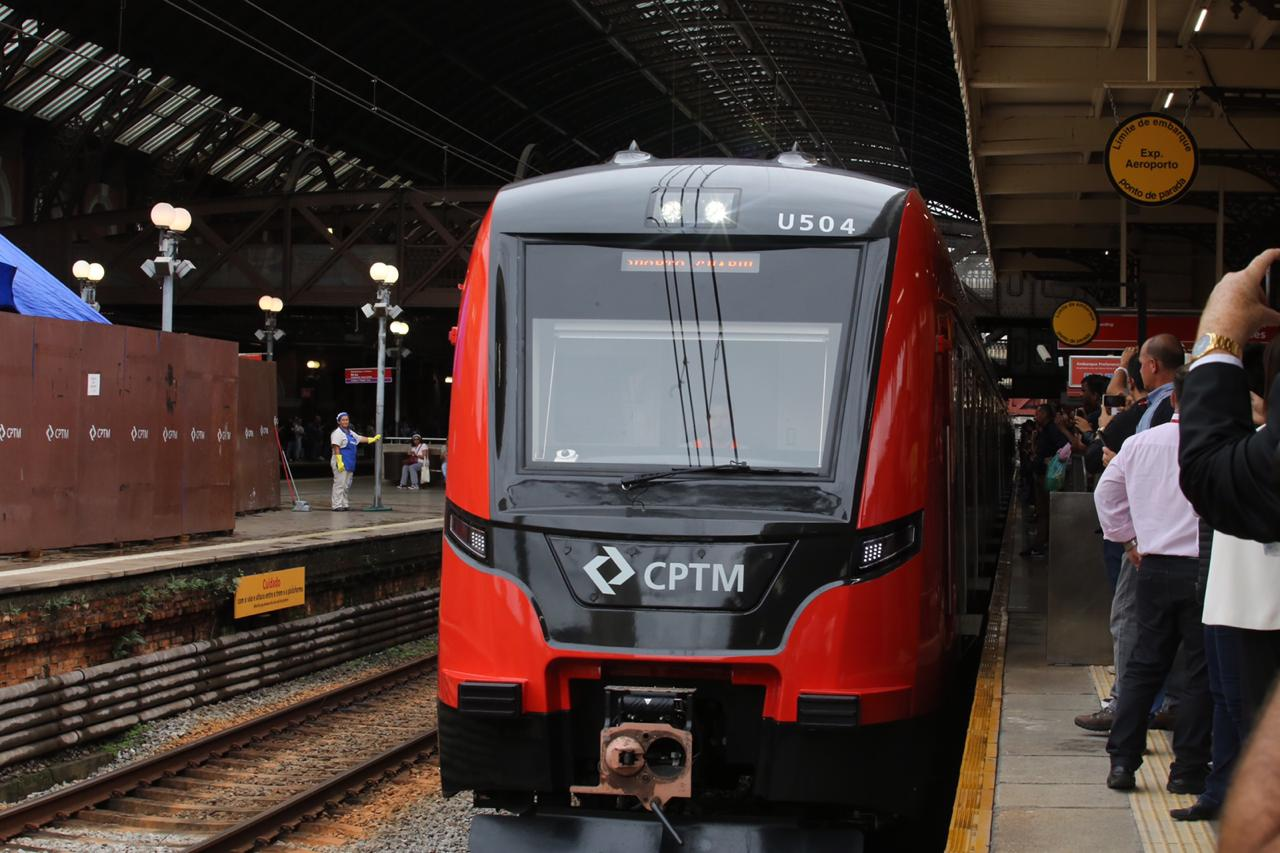
Primeiro trem da Série 2500 entregue para a Linha 13

Na inauguração e ao longo do período da operação assistida (teste), unidades TUE Série 9500 serviram a linha na ligação entre as estações Aeroporto Guarulhos - Estação Engenheiro Goulart (vindos, provisoriamente, da Linha 7–Rubi). Dois únicos trens (mais um de reserva) faziam o percurso com intervalos de 30 minutos. Conforme o horário foi sendo ampliado, diminuição do intervalo, a inauguração do serviço Connect e o Expresso Aeroporto, mais trens foram necessários para esta linha. Como a Série 9500 está prevista para renovar a frota da Linha 7–Rubi (com prioridade de baixar os trens antigos da série 1100), a CPTM optou em devolver os 9500 para sua linha originária (Linha 7–Rubi), e deslocar unidades TUE Série 9000 para a linha do Aeroporto (estes trens eram da Linha 11–Coral, em processo de renovação de frota para as unidades TUE Série 8500).
Os seis trens da série 9000 operantes, incluindo a Linha 13–Jade, Connect e Expresso Aeroporto, foram remanejados, posteriormente pela CPTM, para a Linha 12–Safira, na qual essas composições já rodavam em fase de testes.
A Linha 13–Jade conta com frota exclusiva: denominada "Série 2500", são oito unidades em operação plena e incorporadas à Linha 13–Jade desde março de 2021. Segundo planos da CPTM, as oito composições estariam em operação a partir de dezembro de 2020.
Desde novembro de 2021, a Linha 13-Jade opera com o moderno sistema ATO. Tal sistema de sinalização permite  a operação automática da linha, incluindo o controle de velocidade máxima e a abertura e fechamento de portas.

## Serviços expressos

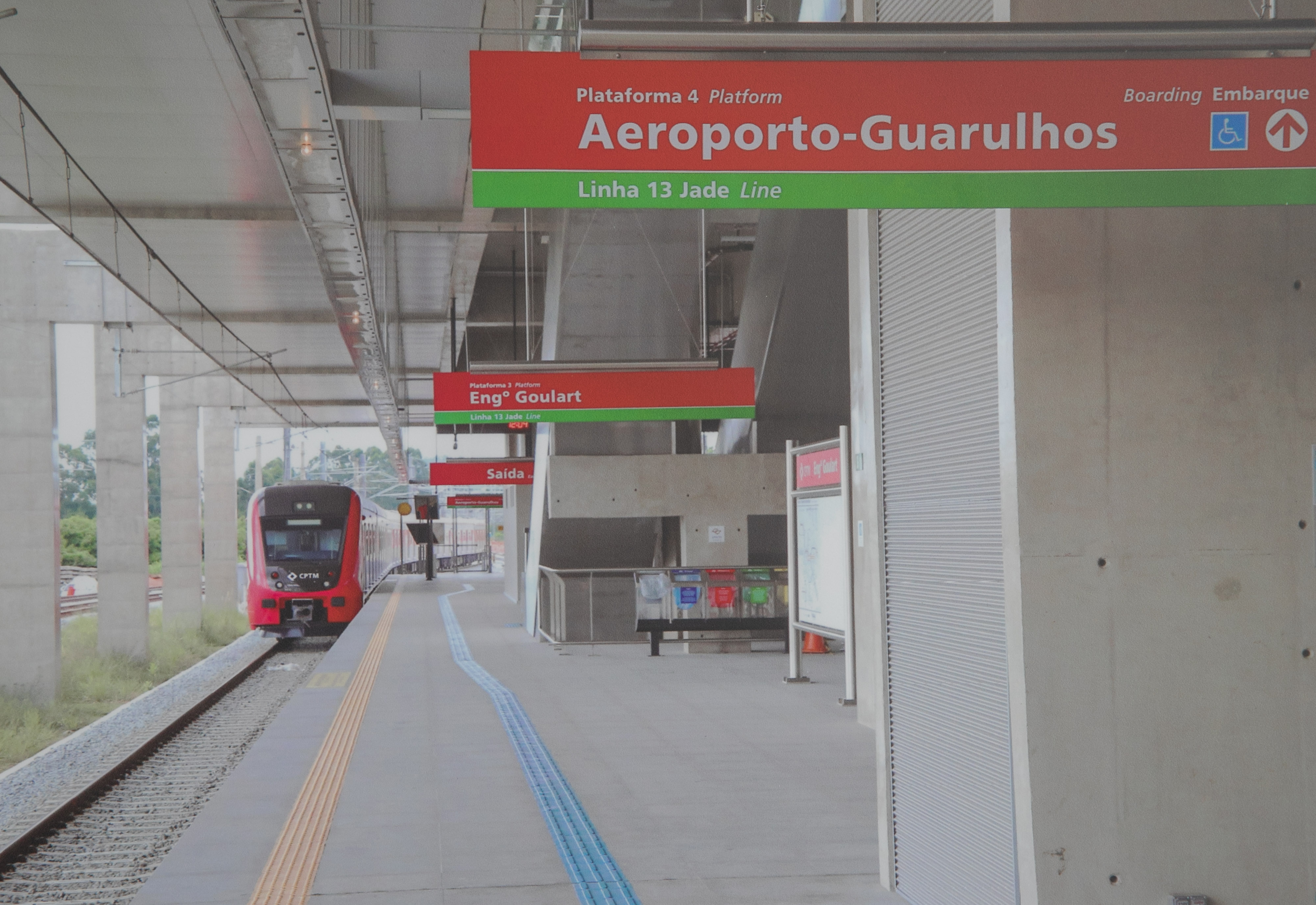
Composição alinhando na plataforma da Estação Engenheiro Goulart

A partir de 1 de dezembro de 2020, a CPTM implantou na Linha 13 o serviço Expresso Aeroporto, que parte de hora em hora dos terminais a partir das 5 horas, com partida final ocorrendo à meia-noite em ambos os sentidos. Esse serviço atende, partindo do Terminal Intermodal Palmeiras-Barra Funda, às estações Luz, Guarulhos-CECAP e Aeroporto-Guarulhos, e, no sentido inverso, partindo de Aeroporto-Guarulhos, às estações Guarulhos-CECAP, Brás, Luz e Palmeiras-Barra Funda, todos os dias, sem interrupção. Diferentemente do extinto Airport Express, esse serviço tem integração tarifária com o resto do sistema metroferroviário, não exigindo compra de bilhete especial. Além disso, a partir de 2025, haverá uma integração gratuita com o Aeromóvel do Aeroporto de Guarulhos, que irá realizar o trajeto entre a estação Aeroporto–Guarulhos com os três terminais de passageiros do aeroporto, substituindo o transporte por ônibus existente até então.
| Sigla | Estação               | Município | Integração |
| ----- | --------------------- | --------- | --- |
| BFU   | Palmeiras–Barra Funda | São Paulo | Integração gratuita com as linhas 3-Vermelha, 7-Rubi, 8-Diamante, 11-Coral e Serviço 710. |
| LUZ   | Luz                   | São Paulo | Integração gratuita com as linhas 1-Azul, 4-Amarela, 7-Rubi, 11-Coral e Serviço 710. |
| BAS   | Brás                  | São Paulo | Integração gratuita com as linhas 3-Vermelha, 7-Rubi, 10-Turquesa, 11-Coral, 12-Safira e Serviço 710. *(Somente no sentido Barra Funda).                                                                                          |
| GCE   | Guarulhos–Cecap       | Guarulhos | Tarifada com a Estação Parada Rodoviária do Corredor Metropolitano Norte (EMTU) e com o Terminal Rodoviário de Guarulhos |
| AGU   | Aeroporto–Guarulhos   | Guarulhos | Tarifada com o Terminal Metropolitano Taboão do Corredor Metropolitano Norte (EMTU) Translado gratuito para o Aeroporto Internacional de São Paulo–Guarulhos Transferência gratuita com o people mover (aeromóvel) da GRU Airport |

## Estações
| Sigla | Estação             | Município | Integração | MDU (11/2019) |
| ----- | ------------------- | --------- | --- | ------------- |
| EGO   | Engenheiro Goulart  | São Paulo | Integração gratuita com a Linha 12-Safira | 7 249         |
| GCE   | Guarulhos–Cecap     | Guarulhos | Tarifada com a Estação Parada Rodoviária do Corredor Metropolitano Norte (EMTU) e com o Terminal Rodoviário de Guarulhos | 3.628         |
| AGU   | Aeroporto–Guarulhos | Guarulhos | Tarifada com o Terminal Metropolitano Taboão do Corredor Metropolitano Norte (EMTU) Translado gratuito para o Aeroporto Internacional de São Paulo–Guarulhos Transferência gratuita com o people mover (aeromóvel) da GRU Airport | 7.698         |

## Expansão da linha
A CPTM já manifestou interesse por uma expansão da linha até a Estação Chácara Klabin, onde se conectaria com as linhas metroviárias 2–Verde e 5–Lilás. Também foi levantada a hipótese de a linha seguir até a futura Estação Parque da Mooca, onde a interligação seria com as linhas 6–Laranja e 10–Turquesa. Também há o projeto da futura Estação Gabriela Mistral, que se conectará com as linhas 2–Verde e 12–Safira, e a previsão da construção de uma estação intermediária, a Cangaíba, localizada entre as estações Engenheiro Goulart e Tiquatira. Em julho de 2020, o governo paulista anunciou que a linha poderá ser estendida até a Estação Palmeiras–Barra Funda, seguindo em paralelo com a Linha 3–Vermelha.
Na outra ponta da linha em Guarulhos, o projeto prevê a expansão para os bairros Jardim São João e Bonsucesso. No total serão mais quatro estações no município, sendo Jardim dos Eucaliptos, São João, Presidente Dutra e Bonsucesso. A expansão sentido Guarulhos, entretanto, foi descartada dos planos do governo Doria e não seria retomada até o final de 2022.
Em maio de 2019, devido ao fato de a estação mais próxima do aeroporto ainda se localizar a mais de um quilômetro de distância dos dois principais terminais, o Governo de São Paulo confirmou junto ao Governo Federal a construção de um people mover, que ligaria a linha da CPTM aos três terminais do aeroporto. O então ministro da Infraestutura, Tarcísio Gomes de Freitas, afirmou que a construção do modal começaria em setembro de 2019, com previsão de entrega para 2021, sendo esta linha um monotrilho operado pela concessionária GRU Airport. Apesar da fala do ministro, até o final de novembro de 2019 não ocorreu nenhuma confirmação oficial do início das obras. A GRU Airport então se manifestou dizendo que as propostas dos projetos de construção do people mover seriam analisadas no início de 2020.

## Galeria

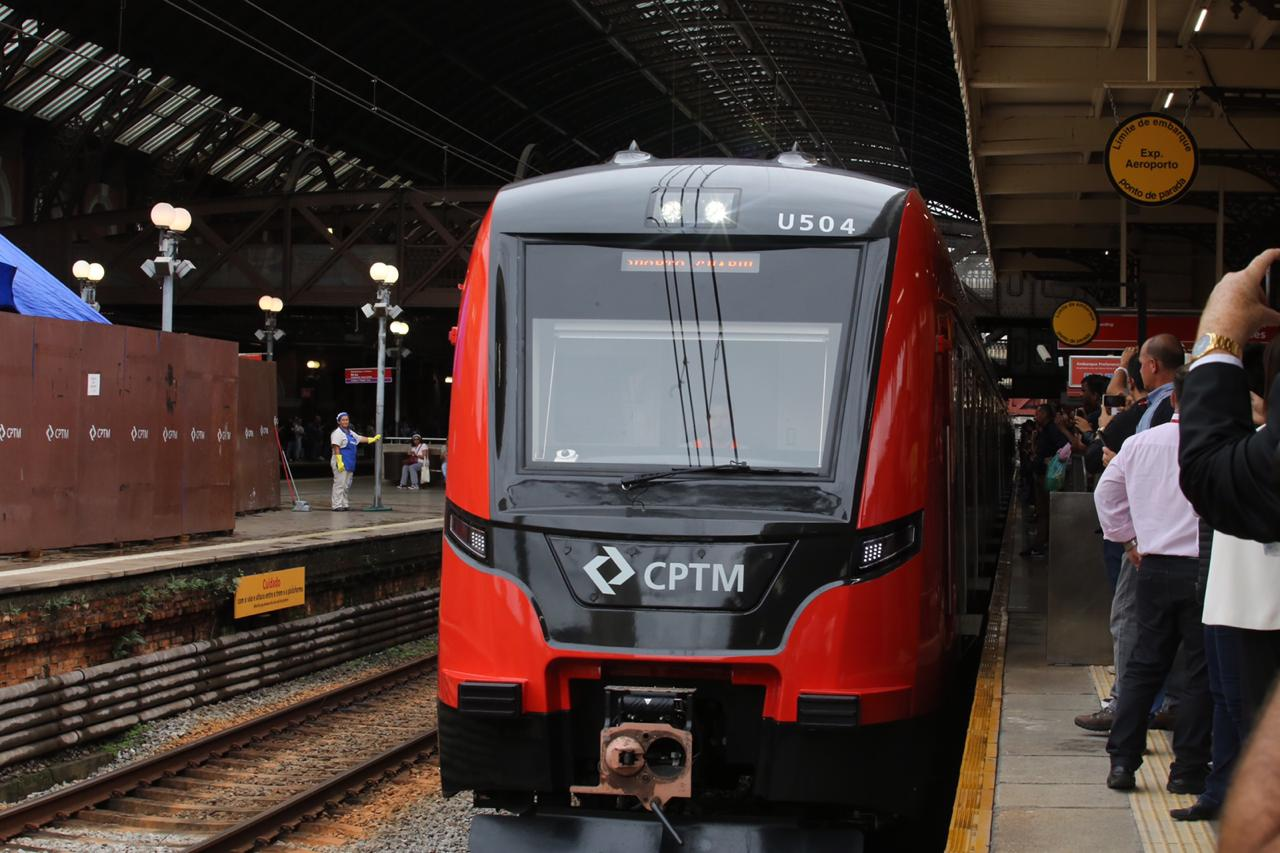
TUE Série 2500
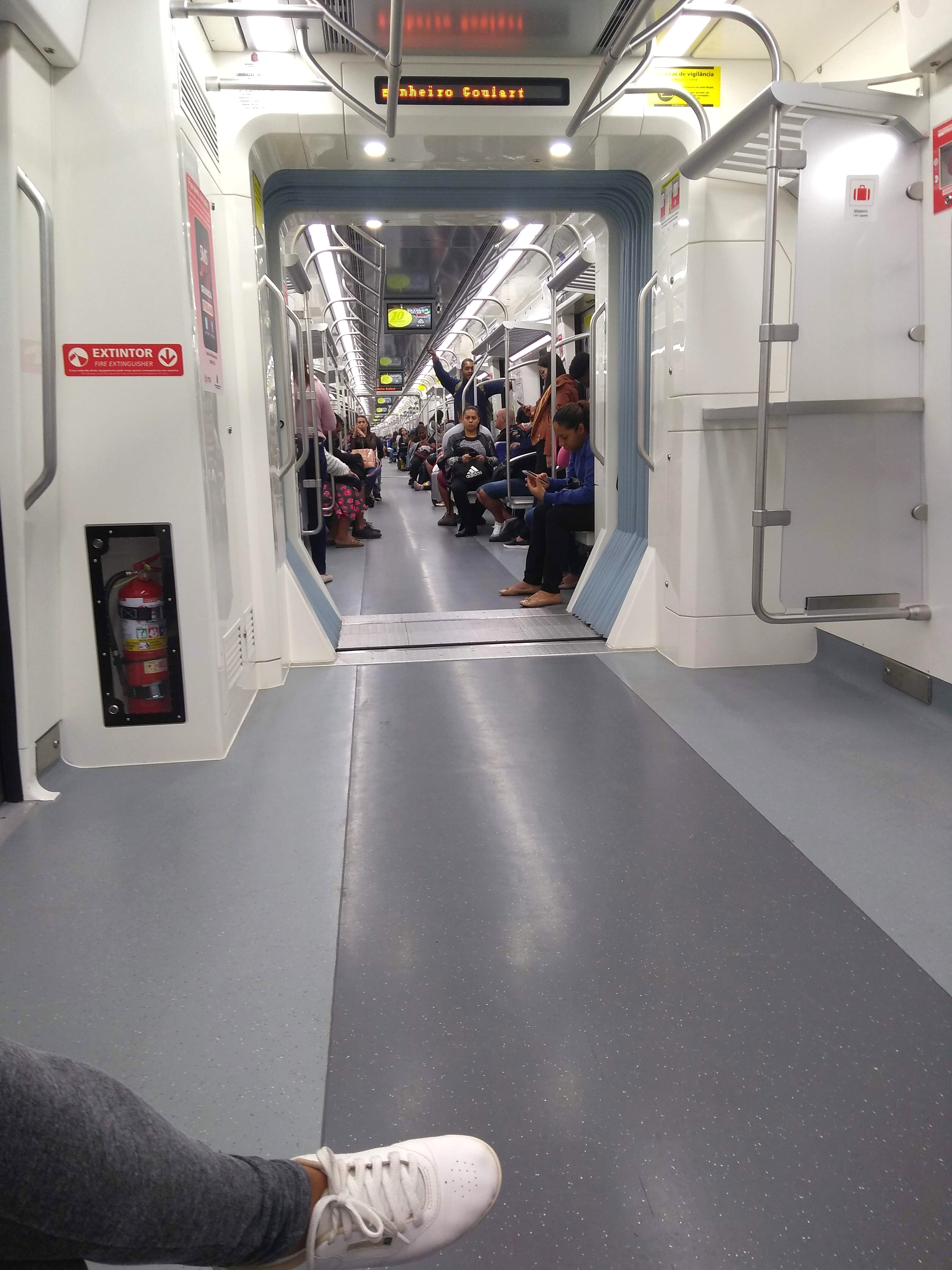
Salão de passageiros da composição Série 2500 com destaque para os bagageiros